# Munju
Munju (kor. 문주왕) – król Baekje, jednego z Trzech Królestw Korei, panujący w latach 475–477.

## Panowanie
Rządy Munju przypadły na okres szczytowej potęgi największego z Trzech Królestw – Koguryŏ, na rzecz którego Baekje systematycznie traciło terytorium.

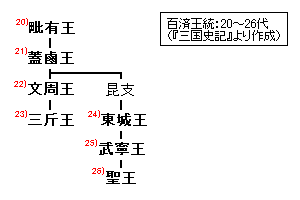
Genealogia królów Baekje ja

Według kronik Samguk sagi, Munju był synem poprzedniego króla Gaero, za którego panowania sprawował urząd głównego ministra (sangjwap’yŏng). Przejął tron w 475 roku, po tym jak jego ojciec poległ w bitwie z Koguryŏ.
Za jego rządów stolicę królestwa Baekje przeniesiono do Ungjin (熊津). Ponadto w kronikach odnotowano nawiązanie kontaktów dyplomatycznych z mieszkańcami wyspy Tamna, czyli Czedżu.
W polityce wewnętrznej król nie zdołał rozwiązać konfliktu wynikłego w obrębie tamtejszej szlachty, przez co w 477 roku został zabity przez bandytę wynajętego przez ministra wojska Hae Gu.
Japoński zbiór genealogiczny Shinsen Shōjiroku nazywa go 24-tym z kolei władcą Baekje, podczas gdy wg kronik Samguk sagi był on 22 królem tego państwa, licząc od Onjo.